# 五福桥
五福桥，位于中国广东省河源市连平县忠信镇大坪村，为连平县文物保护单位，类型为古建筑，公布时间为1985年4月。
五福桥的历史年代为清代。